# Святогорское сельское поселение
Святогорское се́льское поселе́ние — муниципальное образование в районе имени Лазо Хабаровского края Российской Федерации. Образовано в 2004 году.
Административный центр — село Святогорье.

## Население
| 2010 | 2011 | 2012 | 2013 | 2014 | 2015 | 2016 |
| ---- | ---- | ---- | ---- | ---- | ---- | ---- |
| 834  | ↘833 | ↘813 | ↗822 | ↘787 | ↗789 | ↗790 |
| 2017 | 2018 | 2019 | 2020 | 2021 |      |      |
| ↘778 | ↗782 | ↘769 | ↘766 | ↘610 |      |      |

## Населённые пункты
В состав поселения входят 2 населённых пункта:
| № | Населённый пункт | Тип  | Население |
| - | ---------------- | ---- | --------- |
| 1 | Каменец-Подольск | село | ↘56       |
| 2 | Святогорье       | село | ↘554      |